# Катеринівка (Маріупольський район)
Катери́нівка — село (до 2011 року — селище) Кальчицької сільської громади Маріупольського району Донецької області в Україні. Відстань до Нікольського становить близько 37 км і проходить переважно автошляхом Н08.
Територія села межує із землями Розівського району Запорізької області.

## Населення
За даними перепису 2001 року населення села становило 208 осіб, із них 2,88 % зазначили рідною мову українську та 97,12 %— російську.